# ليندسي ياماساكي
ليندسي ياماساكي (بالإنجليزية: Lindsey Yamasaki)‏ مواليد 2 يونيو 1980 في أوريغون سيتي، هي لاعبة كرة سلة أمريكية سابقة. بدأت مسيرتها الاحترافية في سنة 2002. يبلغ طولها 6 قدم 2 بوصة (1.9 م). لعبت مع نيويورك ليبرتي في دوري الاتحاد الوطني لكرة السلة النسائية. اعتزلت اللعب في 2006.

## روابط خارجية
- ليندسي ياماساكي على موقع الاتحاد الوطني لكرة السلة النسائية (الإنجليزية)
- ليندسي ياماساكي على موقع كرة السلة الأوروبية.كوم (الإنجليزية)
- ليندسي ياماساكي على موقع كلية كرة السلة في سبورتس رفرنس.كوم (الإنجليزية)
- ليندسي ياماساكي على موقع بروبوليرز (الإنجليزية)
- ليندسي ياماساكي على موقع سبورتس رفرنس (الإنجليزية)
- ليندسي ياماساكي على موقع قاعدة بيانات الكرة الطائرة الشاطئية (الإنجليزية)